# Pedicia (Amalopis) fimbriatula
Pedicia (Amalopis) fimbriatula is een tweevleugelige uit de familie Pediciidae. De soort komt voor in het Palearctisch gebied.